# Zosterops atriceps
El anteojitos moluqueño (Zosterops atriceps) es una especie de ave paseriforme en la familia Zosteropidae.

## Distribución geográfica y hábitat
Es endémica de las Molucas septentrionales (biogeográficamente).
Se reconocen las siguientes subespecies:
- Z. a. dehaani van Bemmel, 1939: Morotai.
- Z. a. fuscifrons Salvadori, 1878: Halmahera.
- Z. a. atriceps Gray, GR, 1861: Bacan y Obira.

Sus hábitats naturales son las bosques tropicales o subtropicales húmedos y los manglares.